# Atemptat de Londres de juny de 2017
L'Atemptat de Londres de juny de 2017 fou una acció duta a terme el dissabte 3 de juny de 2017 en el pont de Londres i en Borough Market a Londres (Regne Unit), en la que un atacant va conduir una furgoneta per la vorera del pont de Londres, atropellant als vianants, i tot seguit tres atacants es van baixar del vehicle per apunyalar a diverses persones al mercat de Borough, i causant vuit víctimes mortals, fins que 8 agents de la policia de Londres van abatre els 3 autors de l'atemptat. El cap de la unitat antiterrorista de Scotland Yard, Mark Rowley, va indicar que d'ara endavant hi haurà més "mesures físiques" en els ponts de la ciutat per a protegir els ciutadans.
La policia va detenir a 12 persones a l'est de Londres amb relació a l'atemptat però van ser posades en llibertat al cap de pocs dies.

## Autoria
En el primer moment, ningú va assumir categòricament l'autoria dels fets. Però poc més tard la Primer ministre del Regne Unit Theresa May afirmà que era un acte terrorista, que va confirmar la Policia Metropolitana de Londres.
Un dia després dels fets, el 4 juny de 2017, l'Estat Islàmic reivindicà l'autoria dels fets, autoria confirmada per la seva agència de propaganda, Amaq, sent els tres terroristes morts membres del Daesh. Mark Rowley, cap de la unitat antiterrorista de Scotland Yard, va procedir a la identificació dels autors, que van resultar ser Khuram Shazad Butt, Rachid Redouane i Youssef Zaghba, després d'haver practicat la detenció de dotze sospitosos. 

## Reaccions
La primera ministra britànica, May, ha realitzat una visita privada als ferits a l'hospital King's College, al sud de Londres, en el qual 14 víctimes estan ingressades. El líder del Partit Laborista de Regne Unit, Jeremy Corbyn, ha afirmat que els seus pensaments estan amb les víctimes i les seves famílies, i va agrair als serveis d'emergència. L'alcalde de Londres, Sadiq Khan, ha titllat les agressions com a deliberades i covardes, sense considerar que pugui haver-hi cap justificació per a aquests actes bàrbars.
La reacció del president dels Estats Units, Donald Trump, davant aquests atacs, ha estat demanar un nou veto migratori a les persones amb origen en països musulmans.
Angela Merkel, canceller alemanya, ha expressat la seva solidaritat: "Més enllà de totes les fronteres, estem units en la consternació i la tristesa, però també en la fermesa". "En la lluita contra el terrorisme estarem amb fermesa i decisió al costat de Regne Unit".